# Torreón (condado de Sandoval)
Torreón es un lugar designado por el censo ubicado en el condado de Sandoval en el estado estadounidense de Nuevo México. En el Censo de 2010 tenía una población de 326 habitantes y una densidad poblacional de 9,07 personas por km².

## Geografía
Torreón se encuentra ubicado en las coordenadas 35°47′35″N 107°12′45″O / 35.79306, -107.21250. Según la Oficina del Censo de los Estados Unidos, Torreón tiene una superficie total de 35.95 km², de la cual 35.95 km² corresponden a tierra firme y (0%) 0 km² es agua.

## Demografía
Según el censo de 2010, había 326 personas residiendo en Torreón. La densidad de población era de 9,07 hab./km². De los 326 habitantes, Torreón estaba compuesto por el 3.99% blancos, el 0% eran afroamericanos, el 92.94% eran amerindios, el 0% eran asiáticos, el 0% eran isleños del Pacífico, el 1.23% eran de otras razas y el 1.84% pertenecían a dos o más razas. Del total de la población el 2.45% eran hispanos o latinos de cualquier raza.